# Christian Pikes
Christian Pikes (...) è un attore statunitense.
Ha iniziato a recitare partecipando come guest-star in alcune serie televisive dal 2004.
Nel 2006 inizia a lavorare come doppiatore nel film Happy Feet e nello stesso anno esordisce al cinema, nel ruolo di Henry in Air Buddies - Cuccioli alla riscossa, ed ha interpretato lo stesso ruolo nel film Supercuccioli sulla neve.
Nel 2009 interpreta Joel nel film "Chrissa, che fatica la scuola!" di Martha Coolidge.

## Filmografia parziale

### Cinema
- Air Buddies - Cuccioli alla riscossa (Air Buddies), regia di Robert Vince (2006)
- Supercuccioli sulla neve (Snow Buddies) (2008)
- Chrissa - Che fatica la scuola (2009)

### Doppiatore
- Happy Feet (2006)
- L'era glaciale 3 - L'alba dei dinosauri (2009)